# Paisagem natural
Paisagem natural é o termo utilizado para se referir àquelas paisagens onde há ausência de elementos culturais (tal como cidades) e para se referir aos aspectos naturais de uma paisagem, principalmente ao conjunto das relações entre seus elementos componentes (clima, estrutura geológica, relevo, solos, águas e seres vivos).
Com sentido global, a paisagem natural pode ser entendida como um conjunto formado pelas árvores entre os componentes da natureza, podendo estar mais ou menos modificada pela ação humana.

## Organização das paisagens naturais

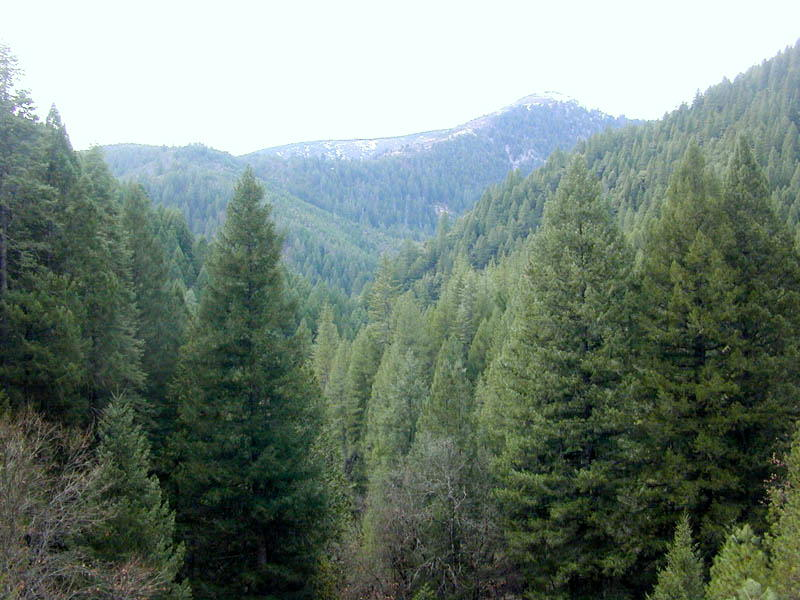
Uma paisagem natural, Floresta de coníferas em Sierra Nevada

É reconhecido que as paisagens naturais possuem uma organização hierárquica. Isto significa  que dentro de grandes paisagens, encontramos paisagens menores. No Brasil, um dos maiores estudiosos das paisagens naturais foi o geógrafo Aziz Nacib Ab'Saber, que distinguiu seis principais domínios de natureza no país: as Terras Baixas Florestadas da Amazônia (Norte), as Depressões Intermontanas das Caatingas (Nordeste), os Chapadões com Cerrados (Brasil central), o Planalto das Araucárias (Sul), os Mares de Morros Florestados (no leste do Brasil) e as Coxilhas Subtropicais com Pradarias Mistas (extremo sul do país).